# Cuthbert Alport
Cuthbert James McCall Alport, Barón Alport, PC, DL (22 de marzo de 1912 - 28 de octubre de 1998) fue un ministro, par vitalicio y político del Partido Conservador británico.

## Primeros años
"Cub" Alport se educó en el Haileybury College de Haileybury, Hertfordshire, Inglaterra, y se licenció en Historia y Derecho en el Pembroke College de Cambridge en 1934. Al año siguiente fue elegido Presidente de la Cambridge Union. Alport fue tutor en Ashridge College, Little Gaddesden, Hertfordshire, de 1935 a 1937. Durante la Segunda Guerra Mundial, sirvió en el ejército británico como oficial de los Royal Welch Fusiliers y de los King's African Rifles, y fue Oficial de Estado Mayor 1 (GSO 1) del Mando de África Oriental entre 1944 y 1945. En 1944 obtuvo el título de abogado en el Middle Temple.

## Carrera política
Alport fue secretario adjunto del Departamento de Educación del Partido Conservador entre 1937 y 1939. Fue director del Centro Político Conservador entre 1945 y 1950. Fue elegido Miembro del Parlamento conservador por la circunscripción de Colchester en las elecciones generales de 1950 y ocupó el escaño hasta el 16 de febrero de 1961, fecha en la que fue creado Barón Alport, de Colchester, en el condado de Essex, un par vitalicio. En su ascenso a la nobleza, el distrito electoral de Colchester estuvo en manos de los conservadores en una elección parcial realizada por Antony Buck.
Alport ocupó el cargo de Subdirector General de Correos entre 1955 y 1957. Fue Subsecretario de Estado Parlamentario para Relaciones con el Commonwealth entre 1957 y 1959. Ocupó el cargo de Secretario de Estado para la Oficina de Relaciones de la Commonwealth entre 1959 y 1961. Fue investido Consejero Privado en 1960. Ocupó el cargo de Alto Comisionado británico ante la Federación de Rodesia y Nyasalandia entre 1961 y 1963. Fue nombrado High Steward de Colchester en 1967 y teniente adjunto de Essex en 1974.

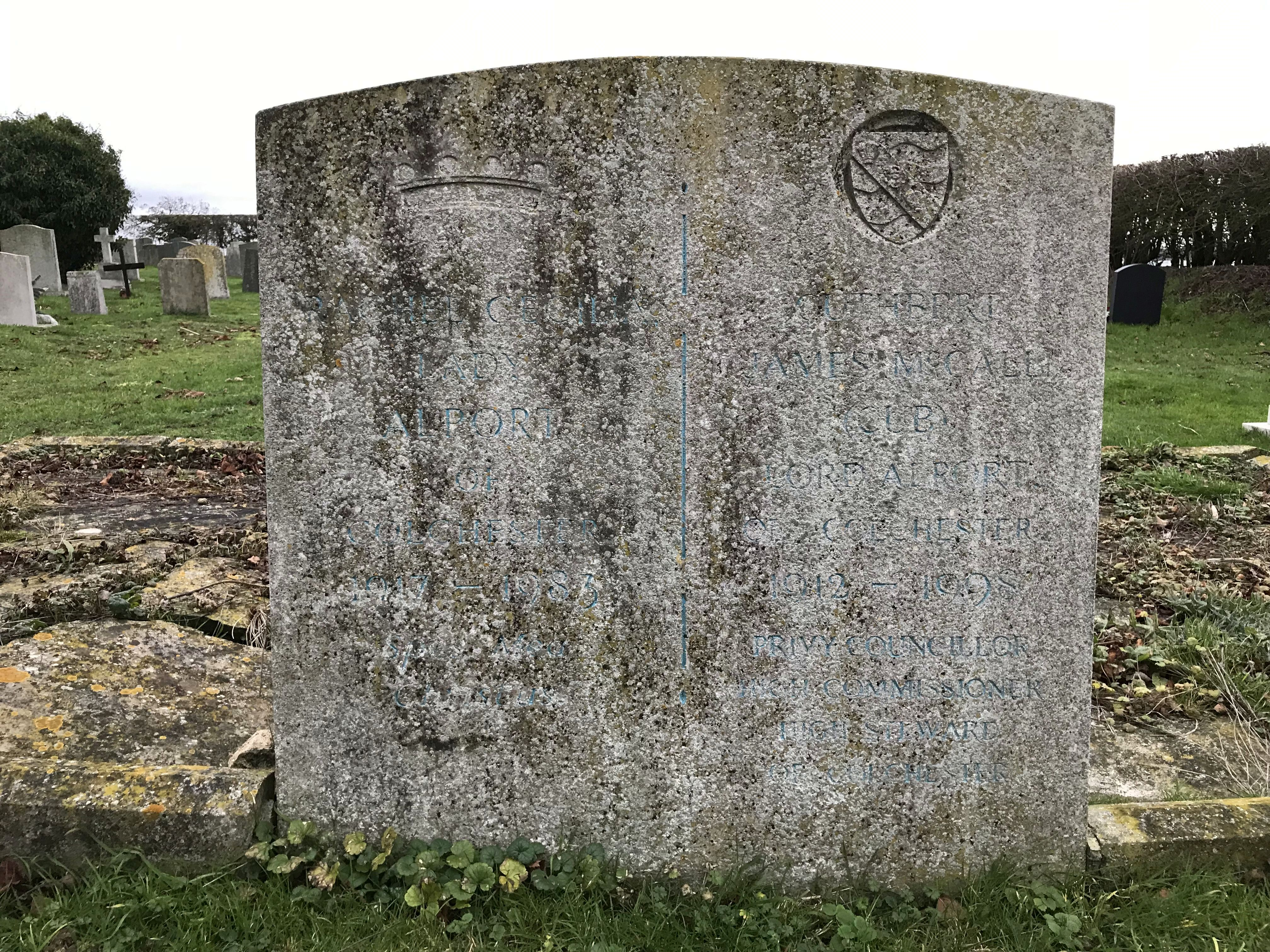
La tumba de Lord y Lady Alport en el cementerio de St John the Baptist, Layer de la Haye, Essex.

## Vida familiar
En 1945 se casó con Rachel, bisnieta de George Bingham, IV conde de Lucan. El matrimonio tuvo tres hijos, dos niñas y un niño.

## Obras publicadas
- Kingdoms in Partnership (1937)
- Hope in Africa (1952)
- The Sudden Assignment (1965)

## Título honorífico
Lord Alport fue nombrado doctor honoris causa por la Universidad de Essex en julio de 1997.